# 亞博科技控股
亞博科技控股有限公司，簡稱亞博科技控股（英語：AGTech Holdings Limited，港交所：8279）是一家創業板上市公司，於2007年2月27日，由萬佳訊控股有限公司換取上市而來，也就是由孫豪（主席及行政總裁）入主開始。於2016年1月,該公司市值大約為80億元。
而現時業國內經營彩票管理及彩票技術（遊戲軟件、系統、硬件及終端機），以及互聯網及電話銷售彩票。而總部位於香港銅鑼灣時代廣場2座39樓3912室。

## 連結
- AGTech.com （页面存档备份，存于）